# Driver's Eyes
Namco Driver's Eyes è un gioco 3D in prima persona di Formula Uno, Simulatore di guida distribuito su Namco System 21 1990. Il gioco ha una visione pseudo-panoramica utilizzando tre schermi CRT, il giocatore si siede in un'auto molto realistica circondato con display LCD. Il gioco inizia chiedendo di selezionare o "easy drive" o "technical drive", quando la selezione è stata fatta lo schermo mostra un modello 3D di una auto di formula uno con un motore V8. Mentre questo accade la telecamera rivela un cartello che dice "BRAKES ON", quando questo segnale si solleva inizia la gara.